# Waterloo Maple

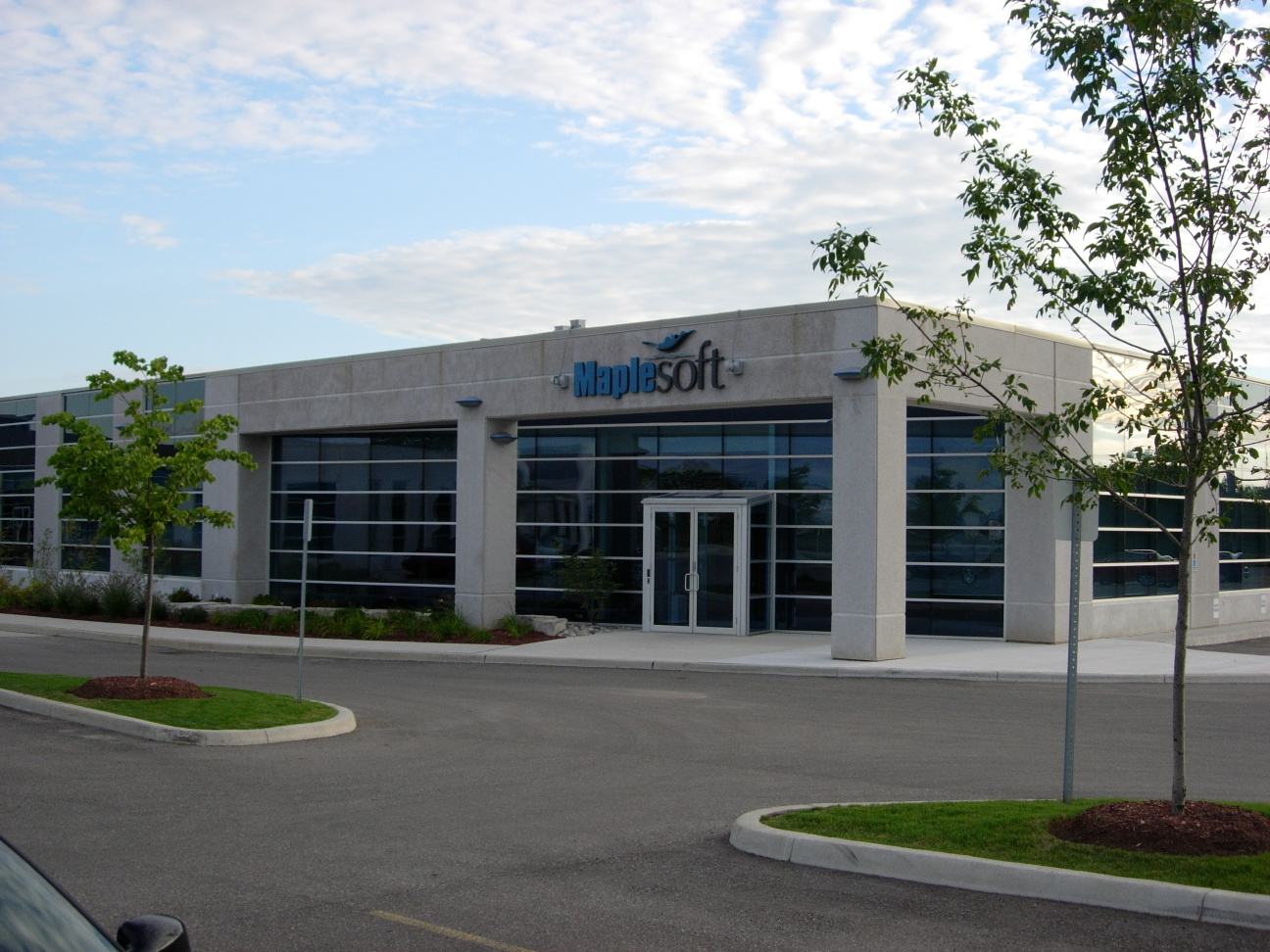
Sede principal de Maplesoft

Waterloo Maple Inc. es una compañía canadiense de software privada, con sede en Waterloo, Ontario. Es más conocida por ser el fabricante del sistema algebraico de computadora Maple.
Waterloo Maple actualmente opera bajo el nombre de marca Maplesoft.
Fue inicialmente conocida bajo el nombre de Waterloo Maple Software, fundada por Keith Geddes y Gastón Gonnet, en abril de 1988, profesores en aquel tiempo del Grupo Simbólico Computacional, que era parte del Departamento de Ciencias de Computadoras (ahora conocida como David R. Cheriton Escuela de Ciencias de Computadoras) en la Universidad de Waterloo.
Desde julio de 1998 hasta agosto de 2003, la sede principal se encontraba localizada en la antigua sede del Museo Seagram en Waterloo, la cual fue a su vez la sede anterior de la destilería Seagram.